# Cross Purposes
Cross Purposes je sedmnácté studiové album skupiny Black Sabbath, vydané 31. ledna 1994 přes vydavatelství I.R.S. Records. Znovu se do kapely vrátil zpěvák Tony Martin a post bubeníka převzal Bobby Rondinelli.
Během roku 1992 Black Sabbath zažil reunion sestavy z alba Mob Rules, kdy nahráli a vydali comeback album Dehumanizer. Koncem roku 1992 stejně kapelu znovu opustili Ronnie James Dio a Vinny Appice.
Začátkem roku 1994, protože Martin byl vždy po ruce dal Iommi vědět Martinu zda by se nechtěl vrátit a nabídku s radostí přijal. V plánu byl i návrat bubeníka Cozyho Powella, ale byl součástí skupiny Briana Maye. Iommi tedy požádal zkušeného bubeníka Bobbyho Rondinella (ex-Rainbow, ex-Quiet Riot), jestli nemá zájem a souhlasil. 
Martin během koncertu v únoru 1995 vysvětlil, že song „Psychophobia“ je o Davidu Koreshem a incidentu ve Waco. 
K písni "The Hand That Rocks the Cradle" bylo natočeno černobílé propagační video. Tony Martin v rozhovoru s Martinem Popoffem z roku 2011 vysvětlil , že tuto píseň napsal o zdravotní sestře v anglické dětské nemocnici Beverly Allittové, která byla v roce 1993 odsouzena za sériovou vraždu novorozenců. Ve videu se objevuje mladá dívka, pravděpodobně v odkazu na tuto skutečnost. 
Kvůli tiskové chybě písně "Cardinal Sin" měla původně nést název "Sin Cardinal Sin" nebo „Sin, Cardinal Sin“.
Ve švédském a finském žebříčku se umístilo na 9. místě. V britském žebříčku se umístilo na 41. místě a v žebříčku Billboard 200 se umístil na 122. místě.
Iommi uvedl o albu: "Dodnes mě to album hodně baví. Tony (Martin) zpíval skvěle a podařilo se nám napsat vynikající skladby."

## Seznam skladeb
Všechny skladby napsal Geezer Butler, Tony Martin a Tony Iommi, pokud není uvedeno jinak.
| Pořadí | Název                          | Autor                                            | Délka |
| ------ | ------------------------------ | ------------------------------------------------ | ----- |
| 1.     | I Witness                      |                                                  | 4:56  |
| 2.     | Cross of Thorns                | Iommi, Martin, Butler, Geoff Nicholls            | 4:32  |
| 3.     | Psychophobia                   |                                                  | 3:15  |
| 4.     | Virtual Death                  |                                                  | 5:49  |
| 5.     | Immaculate Deception           |                                                  | 4:15  |
| 6.     | Dying for Love                 | Iommi, Martin, Butler, Nicholls                  | 5:53  |
| 7.     | Back to Eden                   |                                                  | 3:57  |
| 8.     | The Hand That Rocks the Cradle |                                                  | 4:30  |
| 9.     | Cardinal Sin                   |                                                  | 4:21  |
| 10.    | Evil Eye                       | Iommi, Martin, Butler, Nicholls, Eddie Van Halen | 5:58  |

### Bonusy
Japonské vydání přidalo bonus a nálepku na obal alba:
1. "What's the Use" – 3:03

## Sestava
- Tony Martin – zpěv
- Tony Iommi – kytara
- Geezer Butler – baskytara
- Bobby Rondinelli - bicí
- Geoff Nicholls – klávesy